# Radosław Jankowski
Radosław Jankowski (ur. 8 lutego 1990 w Gorlicach) – polski piłkarz ręczny, grający na pozycji lewego rozgrywającego lub środkowego rozgrywającego, młodzieżowy reprezentant Polski.
Wychowanek SMS Gdańsk. Od sezonu 2012/2013 zawodnik Chrobrego Głogów.

## Sukcesy
- awans do ekstraklasy z Czuwajem Przemyśl w sezonie 2011/2012